# Scanzano (Sante Marie)
Scanzano is een plaats (frazione) in de Italiaanse gemeente Sante Marie.